# Whenever, Wherever
Whenever, Wherever è un singolo della cantante colombiana Shakira, pubblicato il 27 agosto 2001 come primo estratto dal quinto album in studio Laundry Service.

## Descrizione
Si tratta del primo singolo della cantante in lingua inglese nonché quello più di successo dopo Hips Don't Lie del 2006 secondo le statistiche di vendita dei singoli. La versione in lingua spagnola si intitola Suerte.
La canzone ha avuto un grandissimo successo planetario nel 2002, raggiungendo la vetta nelle classifiche di: tutta l'America Latina, Germania, Irlanda, Australia, Nuova Zelanda, Paesi Bassi, Austria, Belgio, Danimarca, Francia, Italia, Grecia, Libano, Messico, Polonia, Svezia e Svizzera. Inoltre è entrata in top 10 anche in tutta Europa, Regno Unito, Giappone e nella Billboard Hot 100 statunitense, risultato che di rado cantanti non statunitensi raggiungono al loro debutto.
Come si apprende dal libretto dell'album, nonché da interventi della stessa cantante, alla composizione del testo diede il suo decisivo contributo Gloria Estefan.

## Video musicale
Il video comincia con Shakira inabissata nel mare che riemerge atterrando sulla scogliera e inizia a ballare. Poi lo scenario si sposta sulla cantante che danza in un deserto fra dei cavalli e il sole di fuoco che tramonta. Successivamente i cavalli spariscono e lei continua il ballo dopo di che lo scenario cambia nuovamente e mostra Shakira ballare sul fango. Alla fine la cantante continua la coreografia fra montagne innevate e, alla fine, si butta giù, finendo in una vasca.
Questo video ha vinto un Latin Grammy Awards nella categoria "Miglior video musicale" nel 2002, nonché numerosi altri riconoscimenti. In seguito ha ottenuto anche la certificazione Vevo.

## Tracce
Musiche di Shakira e Tim Mitchell, eccetto dove indicato.
CD singolo (Europa)
1. Whenever, Wherever – 3:16 (testo: Shakira, Gloria M. Estefan)
2. Suerte – 3:14 (testo: Shakira)

CD maxi-singolo (Europa – parte 1)
1. Whenever, Wherever – 3:16 (testo: Shakira, Gloria M. Estefan)
2. Suerte – 3:14 (testo: Shakira)
3. Estoy aquí – 3:55 (Shakira, Luis Fernando Ochoa)
4. Tú – 3:36 (testo: Shakira – musica: Shakira, Dylan O'Brien)

CD maxi-singolo (Europa – parte 2)
1. Whenever, Wherever (Album Version) – 3:16 (testo: Shakira, Gloria M. Estefan)
2. Whenever, Wherever (TV Edit) – 3:39 (testo: Shakira, Gloria M. Estefan)
3. Suerte (Whenever, Wherever) (Album Version) – 3:14 (testo: Shakira)
4. Suerte (Whenever, Wherever) (TV Edit) – 3:38 (testo: Shakira)

CD edizione speciale (Germania)
1. Whenever, Wherever (TV Edit) – 3:39 (testo: Shakira, Gloria M. Estefan)
2. Suerte (Whenever, Wherever) (Album Version) – 3:14 (testo: Shakira)
3. Estoy aquí – 3:52 (Shakira, Luis Fernando Ochoa)
4. Tú – 3:36 (testo: Shakira – musica: Shakira, Dylan O'Brien)
5. Whenever, Wherever (Tracy Young's Spin Cycle Mix) – 7:03 (testo: Shakira, Gloria M. Estefan)
6. Whenever, Wherever (The Dark Side of the Moon Mix) – 8:14 (testo: Shakira, Gloria M. Estefan)

CD maxi-singolo (Australia, Nuova Zelanda)
1. Whenever, Wherever – 3:16
2. Suerte (Whenever, Wherever) – 3:14
3. Whenever, Wherever (TV Edit) – 3:39
4. Inevitable – 3:13 (Shakira, Luis Fernando Ochoa)

12" (Europa)
- Lato A

1. Whenever, Wherever (Album Version) – 3:16
2. Whenever, Wherever (Tracey Young's Spin Cycle Mix) – 7:03
3. Whenever, Wherever (A Cappella 121 BPM) – 3:37

- Lato B

1. Whenever, Wherever (Tee's Blue Dub New Version) – 7:37
2. Whenever, Wherever (The Dark Side of the Moon Mix) – 7:45

## Formazione
Musicisti
- Shakira – voce, cori, arrangiamento
- Tim Mitchell – arrangiamento, chitarra, mandolino
- Tim Pierce – chitarra
- Brian Rav – chitarra
- Paul Bushnell – basso
- Brendan Buckey – batteria
- Archie Peña – percussioni
- Emilio Estefan, Jr. – percussioni
- Miriam Eli – percussioni
- Gustavo Patiño – charango, quena, rondador
- Rita Quintero – cori

Produzione
- Shakira – produzione
- Tim Mitchell – coproduzione
- Emilio Estefan, Jr. – produzione esecutiva
- Terry Manning – ingegneria del suono
- Javier Garza – ingegneria del suono, missaggio
- Gustavo Celis – ingegneria del suono
- Alfred Figueroa – ingegneria del suono
- Jorge Gonzalez – assistenza tecnica
- Tony Mardini – assistenza tecnica
- Ken Theis – assistenza tecnica
- Roger Gonzalez – assistenza tecnica
- Chris Carroll – assistenza tecnica
- Christine Tramontano – assistenza tecnica
- Nicholas Marshall – assistenza tecnica
- Oswald Bowe – assistenza tecnica
- Alex Dixon – assistenza tecnica
- Ted Jensen – mastering

## Classifiche

### Classifiche settimanali
| Classifica (2002)   | Posizione massima |
| ------------------- | ----------------- |
| Australia           | 1                 |
| Austria             | 1                 |
| Belgio (Fiandre)    | 1                 |
| Belgio (Vallonia)   | 1                 |
| Canada              | 4                 |
| Danimarca           | 1                 |
| Finlandia           | 1                 |
| Francia             | 1                 |
| Germania            | 1                 |
| Grecia              | 1                 |
| Giappone            | 8                 |
| Irlanda             | 1                 |
| Italia              | 1                 |
| Norvegia            | 1                 |
| Nuova Zelanda       | 1                 |
| Paesi Bassi         | 1                 |
| Regno Unito         | 2                 |
| Spagna              | 1                 |
| Stati Uniti         | 6                 |
| Stati Uniti (latin) | 1                 |
| Svezia              | 1                 |
| Svizzera            | 1                 |
| Ungheria            | 1                 |

### Classifiche di fine anno
| Classifica (2002) | Posizione |
| ----------------- | --------- |
| Australia         | 2         |
| Austria           | 1         |
| Belgio (Fiandre)  | 3         |
| Belgio (Vallonia) | 3         |
| Francia           | 3         |
| Irlanda           | 4         |
| Italia            | 1         |
| Nuova Zelanda     | 5         |
| Paesi Bassi       | 2         |
| Regno Unito       | 7         |
| Stati Uniti       | 28        |
| Svizzera          | 2         |
| Classifica (2024) | Posizione |
| Kazakistan        | 158       |

### Classifiche di fine decennio
| Classifica (2000–2009) | Posizione |
| ---------------------- | --------- |
| Australia              | 21        |
| Germania               | 11        |
| Paesi Bassi            | 6         |
| Regno Unito            | 38        |

## Cover
Il DJ norvegese Kygo ha realizzato un brano con la cantante statunitense Ava Max dal titolo Whatever che contiene un'interpolazione del brano di Shakira.